# شواینشید
شواینشید (به آلمانی: Schweinschied) یک شهر در آلمان است که در باد کرویتسناخ واقع شده‌است. شواینشید ۱۸۷ نفر جمعیت دارد.